# 밋카이치정
밋카이치정(三日市町)은 도야마현 시모니카와군에 있던 정이다.

## 역사
- 1889년 4월 1일 - 정촌제 시행에 의해 시모니카와군 밋카이치정이 성립하였다.
- 1940년 2월 11일 - 이시다촌, 다이에촌, 마라쓰바키촌, 오후세촌, 마에자와촌,오기우촌과 합병해, 사쿠라이정이 성립하였다.

## 참고문헌
『市町村名変遷辞典』東京堂出版、1990年。